# Heinrich von Hagemeister
Heinrich Gotthard Theodor von Hagemeister (russisch Генрих фон Гагемейстер; * 28. Märzjul. / 8. April 1784greg. in Drostenhof; † 12. Maijul. / 24. Mai 1845greg. in Alt Drostenhof) war ein deutsch-baltischer Autor und Hofrat.

## Leben
Heinrich stammte aus dem ursprünglich vorpommerischen Geschlecht Hagemeister, welches sich über Schweden 1686 nach Livland begab und 1692 vom schwedischen König Karl XI nobilitiert wurde. Seine Eltern waren der polnische Oberstleutnant und preußische Kammerherr Nikolai Christoph von Hagemeister (1747–1804) und Helene Berens von Rautenfeld (1753–1804).
Hagemeister war Erbherr von Alt-Drostenhof und Kreis-Richter Collegien-Assessor. 1824 wurde er Hofrat, 1826 Ritter des Orden der Heiligen Anna 2. Klasse. Sein Bruder August von Hagemeister (1785–1869) war livländischer Landmarschall und Landrat.
Er vermählte sich 1805 in Bartenstein mit Juliane Beate von Maydell.

## Schriften
- Vorschläge, allen Livländischen Gutsbesitzern zur Beherzigung empfohlen von Heinrich von Hagemeister. J. C. Schünmann, Dorpat 1817
- Alphabetisches Sach- und Wort-Register zur Allerhöchst bestätigten neuen Livländischen Bauer-Verordnung. J. C. Schünmann, Dorpat 1821
- Wanderungen an den Ufern es Rheins im Jahr 1823. Johann Joachim Christian Schünmann, Dorpat 1825 Volltext
- Materialien zu einer Geschichte der Landgüter Livlands. Eduard Frantzen’s Buchhandlung, Riga 1836–1837
  - Bd. 1, 1836 (Digitalisat der Bayerischen Staatsbibliothek).
  - Bd. 2, 1837 (Digitalisat der Bayerischen Staatsbibliothek).
  - Folgebände:
    - Carl Hermann Friedrich von Tiesenhausen: Erste Fortsetzung von des Herrn Hofraths von Hagemeister Materialien zur Gütergeschichte Livlands. Nicolai Kymmel’s Buchhandlung, Riga 1843 (Volltext)[2]
    - Friedrich von Buxhövden: Zweite Fortsetzung von des Herrn Hofraths von Hagemeister Materialien zur Gütergeschichte Livlands, enthaltend Beiträge zu einer älteren Geschichte der Oeseschen Landgüter und ihren Besitzer. Nicolai Kymmel’s Buchhandlung, Riga 1851 (Digitalisat der Bayerischen Staatsbibliothek).